# 旅行業協会
旅行業協会（りょこうぎょうきょうかい）とは、旅行業法第3章に規定された協会である。日本旅行業協会と全国旅行業協会の2団体が指定を受けている。なお、この項目での「旅行業者等」とは、旅行業者および旅行業者代理業者をいう。

## 概要
旅行業者は、旅行業協会に弁済業務保証金分担金を納付することで、社員（旅行業協会に加入している旅行業者を、社員という）となることができる。なお、弁済業務保証金分担金は加入しようとする日まで納付すればよく、「加入する予定日の○日前までに納入せよ」といった規定はない。また、旅行業法によると旅行業者は供託金を供託しなければならないことになっているが、弁済業務保証金分担金を納入し、旅行業協会の社員になれば、供託金の供託が免除される。また、弁済業務保証金分担金は供託金のおよそ5分の1の金額とされている。ただし、弁済業務保証金分担金は供託金と異なり、有価証券などによる供託は認められず、必ず現金で納付しなければならない。

## 業務内容
旅行業協会は下記の業務を行う旨が、旅行業法第22条の3に規定されている。
1. 旅行者および旅行に関するサービスを提供する者（宿泊機関など）からの、旅行業者等が取り扱った業務に対する苦情の解決
2. 旅行業務の取り扱いに従事する者に対する研修
3. 旅行業務に関し、社員となっている旅行業者またはその旅行業者を所属旅行業者とする旅行業者代理業者と取引を行った旅行者に対し、その取引で生じた債権に関し弁済する業務
4. 旅行業務の適正な運営を確保するための、旅行業者等に対する指導
5. 旅行業務に関する取引の公正の確保又は旅行業および旅行業者代理業の健全な発達を図るための調査、研究および広報

なお、上記5業務のうち、3以外の業務は、社員でない旅行業者等に対しても行うこととされている。